# Jüri Mõis
Jüri Mõis (* 25. Oktober 1956 in Pärnu) ist ein estnischer Unternehmer und Politiker.

## Leben, Wirtschaft und Politik
Jüri Mõis besuchte bis 1974 die Schule in seiner Heimatstadt Pärnu. Er schloss 1980 sein Wirtschaftsstudium am Tallinner Polytechnischen Institut (heute Technische Universität Tallinn) ab. Von 1980 bis 1983 war er als Wissenschaftler am Wirtschaftsinstitut der Akademie der Wissenschaften der Estnischen SSR tätig. Von 1984 bis 1991 arbeitete er in leitender Funktion im sowjet-estnischen Transportwesen.
1991, im Jahr der Wiedererlangung der estnischen Unabhängigkeit, gründete Mõis gemeinsam mit den Esten Hannes Tamjärv, Rain Lõhmus und Heldur Meerits die Hansapank als Ausgründung Tartu Kommertspank. Sie nahm am 10. Januar 1992 offiziell ihre eigene Finanztätigkeit auf. Die Hansapank wuchs rasch zu einem der größten Kreditinstitute im Baltikum heran, mit Filialen auch in Russland. Von 1991 bis 1998 war Jüri Mõis Generaldirektor der Hansapank und Vorsitzender des Aufsichtsrates. Daneben gründete Mõis auch Windparks. Er machte sich besonders als Befürworter einer weitgehenden Privatisierung von öffentlichen Dienstleistungen einen Namen.
Neben seiner unternehmerischen Tätigkeit zog es Jüri Mõis Ende der 1990er Jahre in die Politik. Er schloss sich der konservativen Vaterlandsunion (Erakond Isamaaliit) um Mart Laar an. Von März bis November 1999 war Jüri Mõis im Kabinett von Ministerpräsident Laar estnischer Innenminister. Anschließend bekleidete er von November 1999 bis Juni 2001 das Amt des Bürgermeisters der estnischen Hauptstadt Tallinn.
2003 trat Jüri Mõis aus der Vaterlandsunion aus. 2017 kandidierte er erfolglos bei den estnischen Kommunalwahlen.

## Privatleben
Jüri Mõis ist in zweiter Ehe mit Kerttu Olmann-Mõis (* 1973) verheiratet. Er hat zwei Kinder.